# Зиновьев, Геннадий Михайлович
Геннадий Михайлович Зино́вьев (18 апреля 1941, Биробиджан — 19 октября 2021, Киев) — советский и украинский физик-теоретик, профессор (1985), доктор физико-математических наук. Заведующий отделом физики высоких плотностей энергии Института теоретической физики им. Н. Н. Боголюбова НАН Украины, член-корреспондент НАНУ (2012). Лауреат премии имени Данилова НАНУ (2007).

## Биография
Геннадий Михайлович родился 18 апреля 1941 года в Биробиджане.
В 1963 году окончил Днепропетровский университет, а спустя год филиал МГУ в Дубне. В 1967 году окончил аспирантуру Лаборатории теоретической физики ОИЯИ.
В 1967—1969 годы работал младшим научным сотрудником Института математики АН Молдавской ССР в Кишинёве. В 1967 году стал кандидатом наук, а в 1975 доктором физико-математических наук.
С 1969 года работал в Институте теоретической физики АН УССР (НАНУ) в Киеве, сначала — младший, старший научный сотрудник, с 1981 года заведующим лабораторией структуры элементарных частиц и динамики их взаимодействия, а с 1986 года заведующим отделом высоких плотностей энергии.
Умер 19 октября 2021 года. Похоронен на Байковом кладбище Киева вместе с семьей жены.

### Научная деятельность
Область научных интересов — теоретическая физика горячей и плотной адронной материи, квантовой теории поля, квантовой хромодинамики, сильно взаимодействующей материи, многочастичной динамики, релятивистской ядерной физики. Один из основоположников теории адронной материи при экстремальных условиях.
Подготовил 15 докторов и 22 кандидата наук.

## Публикации

### Диссертации
- Унитарно-симметричная статистическая теория множественного рождения частиц : диссертация … кандидата физико-математических наук : 01.00.00. — Дубна, 1967. — 159 с. : ил.
- Статистический подход в теории множественного рождения адронов и вопросы дуальности : диссертация … доктора физико-математических наук : 01.04.02. — Киев, 1974. — 205 с.

### Сочинения
- Модели сильновзаимодействующих элементарных частиц / В. П. Шелест, Г. М. Зиновьев, В. А. Миранский. — Москва : Атомиздат, 1975-. — 22 см.
- Fireball model of cumulative effect / M.I. Gorenstein, G.M. Zinovjev. — Kiev : [б. и.], 1979. — 20 с.; 22 см. — (Preprint / Academie of sciences of the Ukrainian SSR Inst. for theoretical physics; ITP-78-168E)